# اسوتلانا گومبوئوا
اسوتلانا گومبوئوا (روسی: Светлана Вадимовна Гомбоева؛ زادهٔ ۸ ژوئن ۱۹۹۸) کماندار اهل روسیه است.
وی در مسابقات کشوری و بین‌المللی در مجموع برندهٔ ۱ مدال نقره شده‌است.